# Maserati Ghibli (1967-1973)

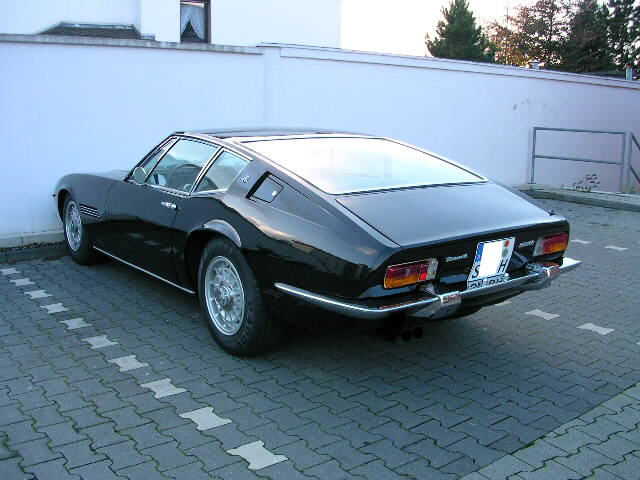
Hatchback achterkant van de Ghibli

De Maserati Ghibli is een tweedeurs GT van de Italiaanse autofabrikant Maserati die tussen 1967 en 1973 geproduceerd werd. De wagen werd venoemd naar een hete woestijnwind in de Sahara.
De naam Ghibli wordt door Maserati gebruikt voor drie verschillende modellen: de originele GT met V8-motor (1966-1973), de coupé met twin-turbo V6 motor (1992-1997) en de sedan uit de hogere middenklasse (2013-heden).

## Geschiedenis
In de jaren '60 werd Maserati actief in het segment van de achtcilinder sportwagens. In 1963 verscheen de Quattroporte, een vierdeurs sportsedan en in 1966 kwam de Mexico uit, een tweedeurs GT met vier zitplaatsen. Beide waren uitgerust met een versie met gereduceerd vermogen van de Maserati V8-motor op basis van een racemotor. Aanvankelijk ontbrak er nog een tweezitter sportcoupé in het rijtje. Die rol werd opgenomen door de Ghibli in 1967.
Bij zijn introductie werd de Ghibli geleverd met de 4,7L V8-motor afkomstig uit de Quattroporte/Mexico die via een manuele 5-bak de achterwielen aandreef. Optioneel was stuurbekrachtiging en vanaf 1968 ook een 3-traps automaat leverbaar. Verder was de wagen voorzien van inklapbare koplampen, lederen sportzetels en aluminium velgen.

## Ghibli SS
In 1969 werd de Ghibli SS geïntroduceerd, een sportievere versie met een nieuwe 4,9L V8-motor en een vermogen 335 pk, goed voor een topsnelheid van 280 km/u. De Ghibli SS was op dat ogenblik de snelste straatauto die door Maserati gemaakt werd.

## Ghibli Spyder
De Ghibli Spyder kwam op de markt in 1969. De Spyder is een tweezitter cabrio waarvan het stoffen dak weggeklapt kon worden onder een metalen omhulsel achter de voorzetels. Als optie was ook een afneembare 'hardtop' beschikbaar.

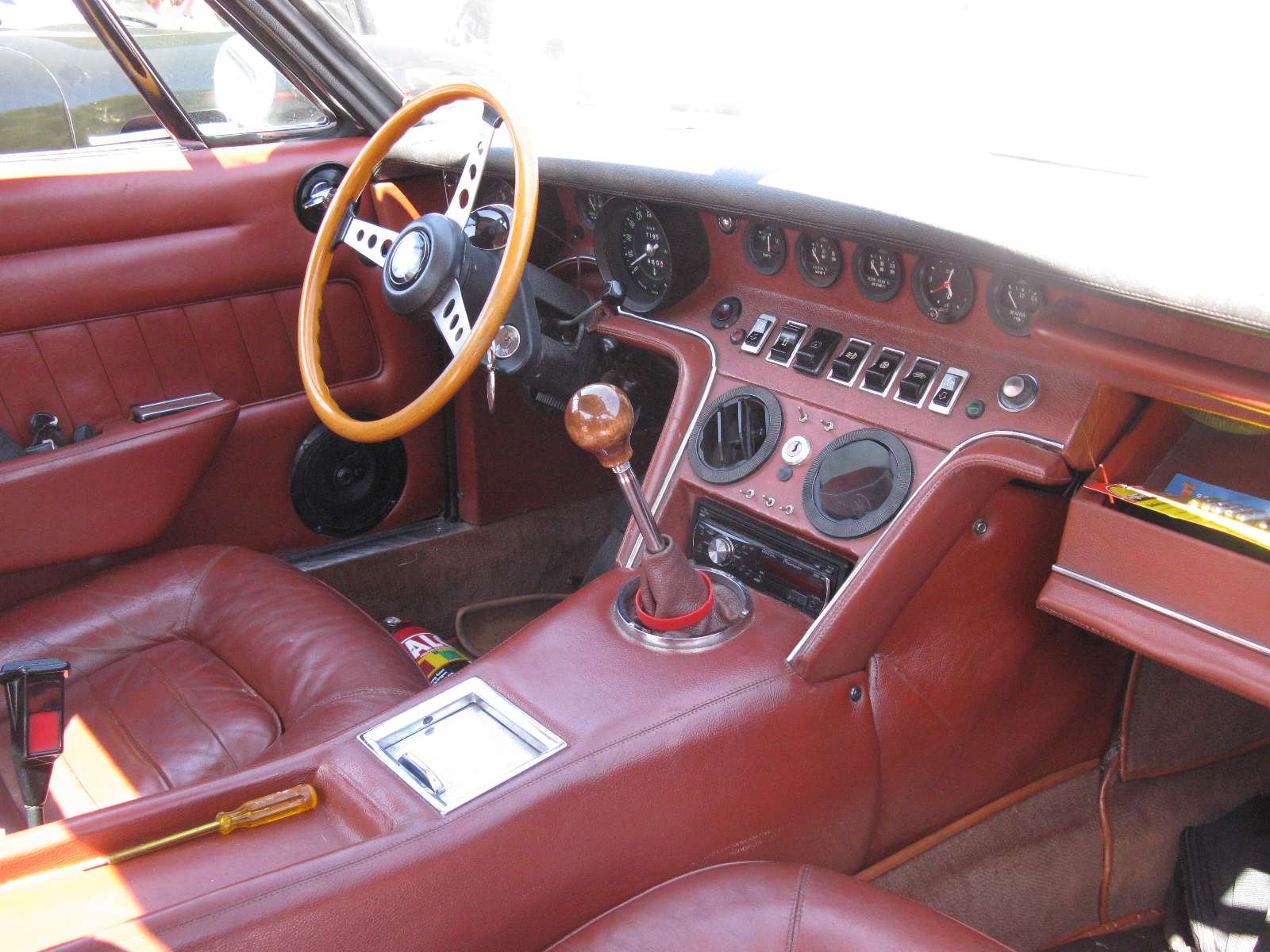
Het interieur
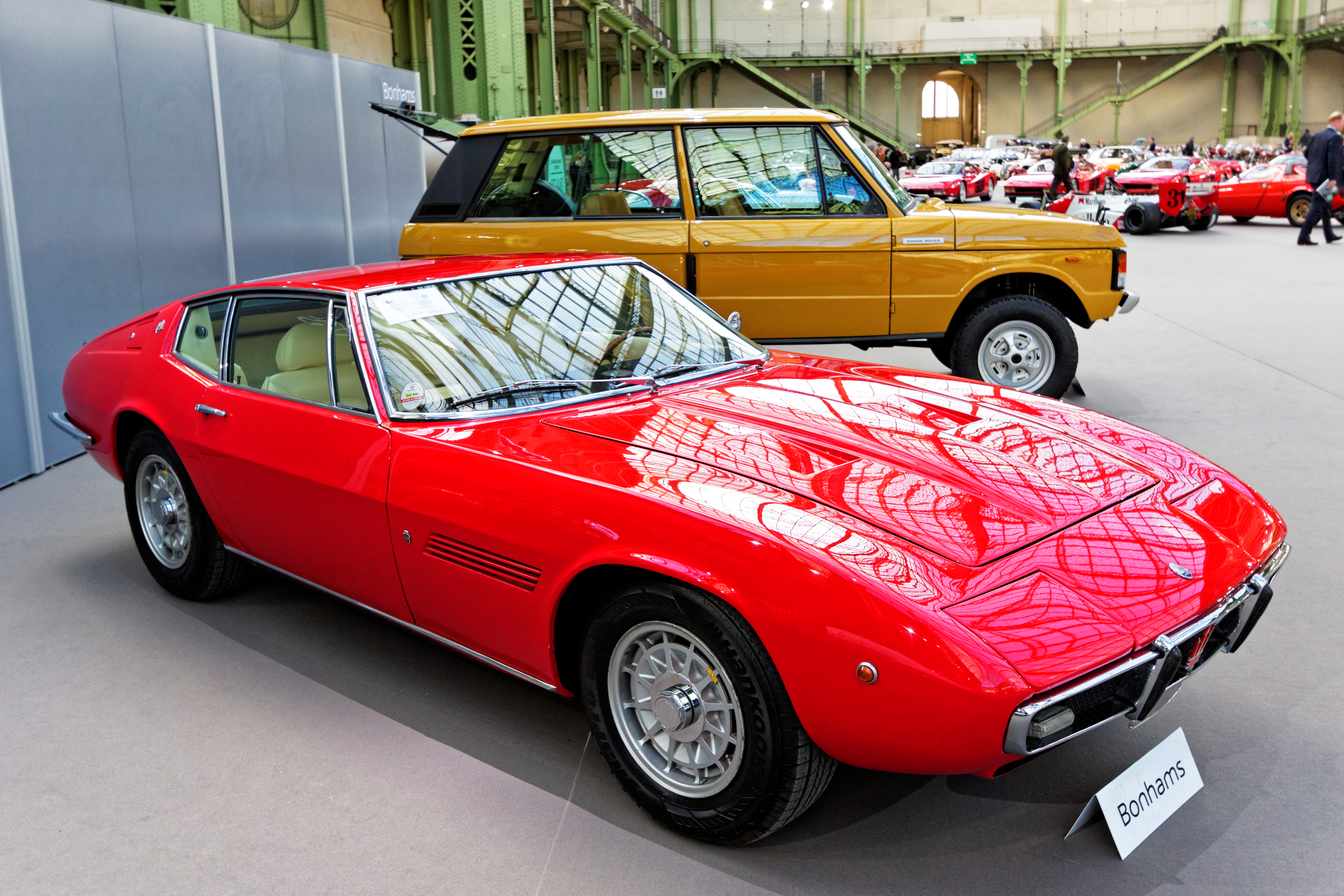
Ghibli SS
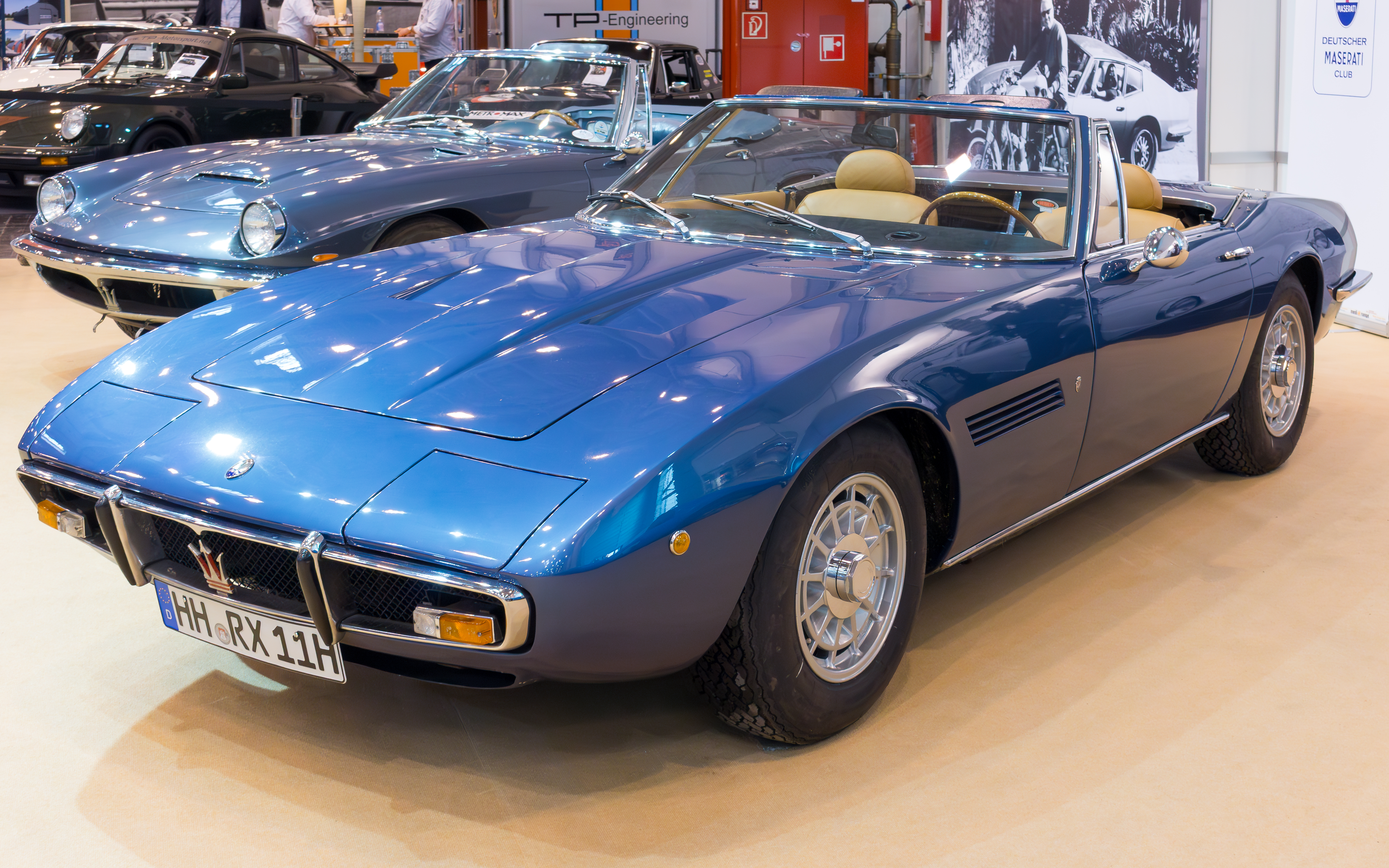
Ghibli Spyder

## Motoren
| Type      | Motor     | Motor     | Motor                | Vermogen      | Topsnelheid | Jaartal   |
| Type      | Inhoud    | Cilinders | Brandstofvoorziening | Vermogen      | Topsnelheid | Jaartal   |
| --------- | --------- | --------- | -------------------- | ------------- | ----------- | --------- |
| Ghibli    | 4.719 cm³ | V8        | 4 twin-carburateurs  | 227 kW/310 pk | 265 km/u    | 1967-1973 |
| Ghibli SS | 4.930 cm³ | V8        | 4 twin-carburateurs  | 246 kW/335 pk | 280 km/u    | 1969-1973 |